# Dobrovolný svazek obcí Jaroměřsko
Dobrovolný svazek obcí Jaroměřsko je svazek obcí (dle § 49 zákona č.128/2000 Sb. o obcích) v okresu Náchod, jeho sídlem je Jaroměř a jeho cílem je celkový rozvoj mikroregionu. Sdružuje celkem 10 obcí a byl založen v roce 2006.

## Obce sdružené v mikroregionu
- Dolany
- Hořenice
- Jaroměř
- Jasenná
- Nový Ples
- Rasošky
- Rožnov
- Rychnovek
- Šestajovice
- Vlkov